# روبرت كامبل (مستكشف)
روبرت كامبل هو مستكشف كندي، ولد في 21 فبراير 1808 في Glen Lyon ‏ في المملكة المتحدة، وتوفي في 9 مايو 1894 في مانيتوبا في كندا.

## وصلات خارجية
- روبرت كامبل على موقع الموسوعة البريطانية (الإنجليزية)